# گنج (فیلم ۱۹۲۳)
گنج (آلمانی: Der Schatz) فیلمی در ژانر درام به کارگردانی گئورگ ویلهلم پابست است که در سال ۱۹۲۳ منتشر شد. از بازیگران آن می‌توان به لوسی مانهایم و ورنر کراوس اشاره کرد.